# Tanaecia puloa
Tanaecia puloa är en fjärilsart som beskrevs av John Nevill Eliot 1967. Tanaecia puloa ingår i släktet Tanaecia och familjen praktfjärilar. Inga underarter finns listade i Catalogue of Life.